# Тореадоры из Васюковки (роман)
«Тореадо́ры из Васюко́вки» (укр. «Тореадори з Васюківки») — юмористический детский роман, написанный в 1963—1970 годах известным украинским писателем Всеволодом Нестайко. Состоит из трёх эпизодов.

## История издания
Как говорил сам Всеволод Нестайко, идея романа появилась у него после того, как Василий Евдокименко — художник, оформляющий его книги, рассказал ему смешную историю о двух школьниках, которые заблудились в кукурузе и смогли выйти из неё только благодаря сельскому радио (этот момент обыгран в эпизоде «Приключения Робинзона Кукурузо»).
Впервые роман издавался в 1970-х годах издательствами «Веселка» и «Школа». Во времена независимой Украины книгу переиздавали издательства «Учебная книга — Богдан» (совместно с «Веселкой») и «А-ба-ба-га-ла-ма-га».
Первая повесть в русском переводе известна в авторской редакции, сильно отличающейся от той, в которой издаётся в оригинале. При этом в продолжениях, в том числе и при издании трилогии под одной обложкой, упоминаются отсутствующие в ней сюжетные линии (первая поездка с классом в Киев, игра в «похороны фараона» на бахче).
Последнее издание (издательство А-ба-ба-га-ла-ма-га) незначительно отличается от редакций советских лет: по совету Ивана Малковича автор удалил идеологические наслоения, некоторые детали, непонятные современным детям, и добавил новые сюжеты.
За всё время книга была переведена на 20 иностранных языков.

## Сюжет
Роман состоит из трёх эпизодов (издававшихся и как отдельные повести): «Приключения Робинзона Кукурузо» (укр. «Пригоди Робінзона Кукурузо»), «Незнакомец из тринадцатой квартиры» (укр. «Незнайомець із тринадцятої квартири») и «Тайна трёх неизвестных» (укр. «Таємниця трьох невідомих»). Каждый из эпизодов имеет собственное логическое повествование, связанное с предыдущим исключительно посредством основных персонажей.
Главными героями книги являются украинские школьники из деревни Васюковка — Павлуша Завгородний (в ранних редакциях — Криворотько) и Ява (Иван) Рень. Сорвиголову Яву и более спокойного и рассудительного Павлушу объединяет искреннее желание прославиться на весь мир. Для этого они на протяжении всей трилогии пытаются стать тореадорами, поймать иностранных шпионов из своего села, покорить Киев и многое другое. Основной посыл книги — настоящая дружба, самопожертвование, готовность прийти на помощь нуждающемуся человеку.

## Экранизация
В 1965 году Харьковская телестудия сняла одноимённый фильм по мотивам данной книги. Экранизация имела большой успех не только в СССР, но и на зарубежных кинофестивалях. Экранизация получила множество премий: гран-при Международного кинофестиваля в Мюнхене (1968), главную премию Международного кинофестиваля в Австрии и главную премию Международного фестиваля в Алегзандрии (Австралия, 1969).

## Признание
Ряд источников утверждает, что в 1979 году книга решением Международного совета по детской и юношеской литературе внесена в Почётный список Андерсена (IBBY Honour List). Однако в Почётном списке эта книга отсутствует, к тому же он издаётся только по чётным годам. В то же время в 1979 году издавался особый список, посвящённый международному году ребёнка.
Книга включена в украинскую школьную программу. Изучается в следующих учебниках:
- Авраменко О. М. Українська література: Підручник для 6 класу загальноосвітніх навчальних закладів. — К.: Грамота, 2014. — С. 123—151.
- Гуйванюк Н., Бузинська В., Тодорюк С. Українська література: Підручник для 6 класу загальноосвітніх навчальних закладів з навчанням мовами національних меншин. — К.: Світ, 2006. — С. 141—163.
- Дудіна Т. К., Панченков А. О. Українська література: 6 кл.: Підручник. — К.: А. С.К., 2006. — С. 165—191.
- Коваленко Л. Т. Українська література: Підручник для 6 класу загальноосвітніх навчальних закладів. — К.: Освіта, 2014. — С. 142—177.
- Мовчан Р. В. Українська література: Підручник для 6 класу загальноосвітніх навчальних закладів. — К.: Генеза, 2006. — С. 148—161.